# Нарковойны: Кокаиновый картель
«Нарковойны: Кокаиновый картель» (англ. Drug Wars: The Cocaine Cartel) — кинофильм.

## Сюжет
Это фильм о недавно назначенном агенте DEA, следующим по пятам за Медельинским картелем. Антинаркотическая американская служба DEA посылает для сотрудничества с колумбийцами своих агентов. В Колумбии они должны выполнить три задания, направленные против безнаказанных торговцев наркотиками: налёты на лаборатории, судебное преследование руководителей и проникновение в механизм операций по отмыванию их денег.

## В ролях
- Алекс МакАртур
- Джули Кармен
- Дэннис Фарина — Майк Керрон
- Микеле Плачидо — Роберто Чавес

## Награды
В 1993 фильм выиграл награду «ASC».